# 유약 (유자)
유약(有若 BC518년－458년)은 자(字)는 자유(子有)로 노(魯)나라 사람으로 알려져있다. 공자의 제자이다.
당(唐) 현종(玄宗)은 '변백(汴伯)'으로 존칭한바있고，송(宋) 진종(真宗)은 '(평음후)平阴侯'로 봉한바 있으며, 명(明) 가정제(嘉靖九年)는 선현(先賢) '유자(有子)'로 개칭하여 존칭하였다.
맹자 등문공 상(滕文公 上)에 전하는 바에 따르면, 유약(有若)이 공자와 (여러모로 행실을 따라) 닮았기에 공자의 사후 자하(子夏), 자장(子張), 자유(子游)등이 공자 대신 유약(有若)을 모시려고했지만, 자여(子舆)가 이를 비판했다고한다. 한편, 사기에도 비슷한 이야기가 있는데 다른 제자가 생전의 공자 언행에 대해 유약(有若)에 질문했지만 유약이 대답할 수 없는바가 있기에 공자를 대신할 수 없는바를 거론했다고 한다.

## 논어와 유약
논어 안연제십이(顏淵第十二)
哀公問于有若曰：“年饑，用不足，如之何？”
有若對曰：“盍徹乎？”
(哀公)曰：“二，吾猶不足，如之何其徹也？”
(有若)對曰：“百姓足，君孰與不足？百姓不足，君孰與足？”
(노나라)애공이 유약에게 물었다 : 올해에는 기근이 들었습니다. 나라살림이 어렵습니다. 어떻게할까요?
유약이 대답하였다: 모든세금을 (줄여서 하나로) 합치시지요?
애공 말했다: (지금의 세금이) 두배라도 오히려 나는 부족하오, 그처럼 세금을 어떻게 합니까?
유약이 대답하였다: 백성이 족한데 임금이 어찌 더불어 부족하겠습니까? 백성이 부족한데 어찌 임금이 더불어 족하겠습니까?
논어 학이제일(論語 學而第一)
有子曰禮之用和爲貴先王之道斯爲美小大由之有所不行知和而和不以禮節之亦不可行也 (논어, 學而第一 , 1-12)
유자가 말했다. “예의 쓰임은 화합을 귀중히 하는 것이다. 옛 임금의 도는 이것을 아름답다 여긴 것이다. 크고 작은 일들이 여기에서 비롯된다. (화합을) 가지고도 행하지 않는 바가 있는데, 화합을 알고 화합하되 예로써 이를 절제하지 아니하면 또한 행할 수가 없다.”
有子曰信近於義言可復也恭近於禮遠恥辱也因不失其親亦可宗也 (논어, 學而第一 ,1-13)
유자가 말했다. “신의(信義)가 도의(道義)에 가깝다면 그 말을 실천할 수 있고, 공손함이 예(禮)에 가깝다면 치욕을 멀리할 수 있다. 의지(依支)하여도 그 친함을 잃지 않으면 또한 존숭(尊崇)받는 자가 될 수 있다.”
有子曰其爲人也孝弟而好犯上者鮮矣不好犯上而好作亂者未之有也君子務本本立而道生孝弟也者其爲仁之本與 (논어, 學而第一 ,1-2)
유자께서 말씀하셨다. 그 위인(爲人)이 효도하고 공경하면서도 윗사람을 침범하기를 좋아하는 자는 드물 것이니, 윗사람을 침범하기를 좋아하지 아니하면서도 난리 일으키기를 좋아하는 자는 있지 아니하다. 군자는 근본에 힘을 쓰는 것이니, 근본이 서면 도가 생기는 것이다. 효도와 공경이라는 것은 이에 어짊(仁)의 근본이다."

## 같이 보기
- 공문십철
- 전손사